# Sismicité au Japon
La sismicité au Japon est particulièrement importante du fait des mouvements tectoniques qui se produisent à proximité de l'archipel. Les constructions doivent obéir à des règles strictes en prévention des séismes afin qu'elles puissent les subir sans dommages, et des cours sur les comportements à adopter en cas de tremblement de terre sont régulièrement dispensés aux enfants.

## Plaques et fosses

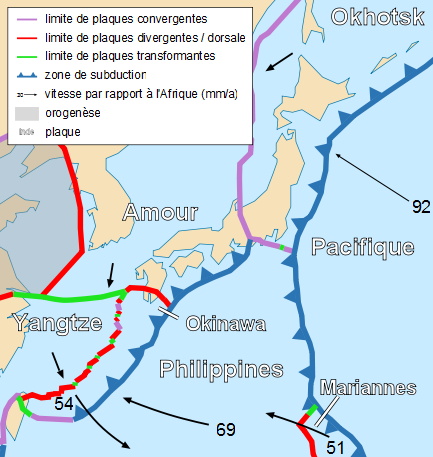
Plaques tectoniques

Le Japon est un archipel volcanique, situé sur la « ceinture de feu du Pacifique » à la rencontre de la plaque eurasienne à l'ouest avec ses sous-plaques de l'Amour, d'Okinawa et du Yangtsé (du nord au sud), de la plaque philippine au sud, de la plaque pacifique à l'est et de la plaque d'Okhotsk au nord.
Ces plaques sont à l'origine de différentes fosses :
- la fosse des Kouriles et celle du Japon, à la rencontre de la plaque pacifique et de la plaque d'Okhotsk,
- la fosse d'Izu-Ogasawara à la rencontre des plaques pacifique et philippine,
- la fosse de Sagami (en) à la rencontre de la plaque philippine et de la plaque d'Okhotsk,
- la fosse de Nankai et celle de Suruga (en), à la rencontre de la plaque philippine et de la plaque de l'Amour,
- la fosse de Ryukyu à la rencontre de la plaque philippine et de la plaque d'Okinawa,
- la fosse d'Okinawa à la rencontre de la plaque du Yangtsé et de la plaque d'Okinawa.

En conséquence plusieurs jonctions triples se trouvent sur le territoire japonais : principalement la jonction triple de Boso à la rencontre des plaques pacifique, philippine et d'Okhotsk, et celle au niveau du mont Fuji au nord de la péninsule d'Izu à la rencontre des plaques philippine, de l'Amour et d'Okhotsk.

## Failles et arc japonais
- Ligne tectonique médiane du Japon
- Failles d'Itoigawa-Shizuoka à l'ouest et de Kashiwazaki–Chiba et de Shibata-Koide à l'est
- Dépression Fossa Magna

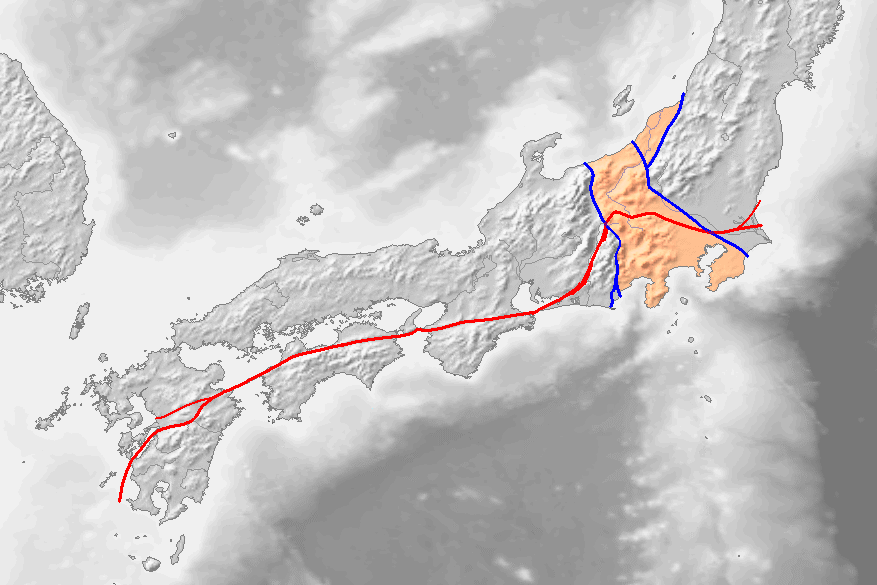
Dépression Fossa Magna

On observe ainsi plusieurs failles, notamment :
- la ligne tectonique médiane du Japon traversant le pays du centre-est de Honshū au sud-ouest de Kyūshū via Shikoku,
- la ligne tectonique Butsuzō, plus au sud, qui lui est globalement parallèle;
- la ligne tectonique Itoigawa-Shizuoka, qui traverse le Chūbu de la mer du Japon à la côte Pacifique;
- les lignes tectoniques de Kashiwazaki–Chiba et de Shibata-Koide, à l'est de la précédente;
- celles de Tanakura et de Hatagawa, traversant le Tōhoku du nord au sud.

On peut diviser l'arc japonais en quatre zones principales selon ces failles :
- À l’ouest de la faille d'Itoigawa-Shizuoka, on trouve une zone interne dénuée de formes structurales nettes dues à des plissements, et une zone externe où à l’inverse elles apparaissent. Dans son ensemble, l’essentiel de son relief actuel résulte de tout un quadrillage de failles et de gauchissements. Le relief de cette zone est en partie déterminé par les failles qui orientent bassins, crêtes, etc. Le volcanisme récent influe peu sur ce relief.
- La dépression Fossa Magna entre les failles d'Itoigawa-Shizuoka et de Kashiwazaki–Chiba/Shibata-Koide est une dislocation qui marque la zone de contact des arcs sud-ouest et nord-est. Deux des plus vastes plaines du pays, celles du Kantō et de Niigata se situent au pied de cette grande dislocation, respectivement au sud et au nord. Sur la côte orientale se dressent de nombreux volcans, dont le mont Fuji et le mont Asama.
- Au nord-est, on distingue deux lignes tectoniques courant depuis le nord du Kantō. Elles se rencontrent en formant un angle ouvert dans la plaine de Sendai.
- Enfin, Hokkaidō est une zone formée principalement de sédiments tertiaires et de deux axes montagneux, l’un amorçant Sakhaline, et l’autre axe surtout volcanique amorce les Kouriles. Leur intersection est recouverte d’une énorme calotte volcanique nommé Daisetsu-zan.

## Séismes

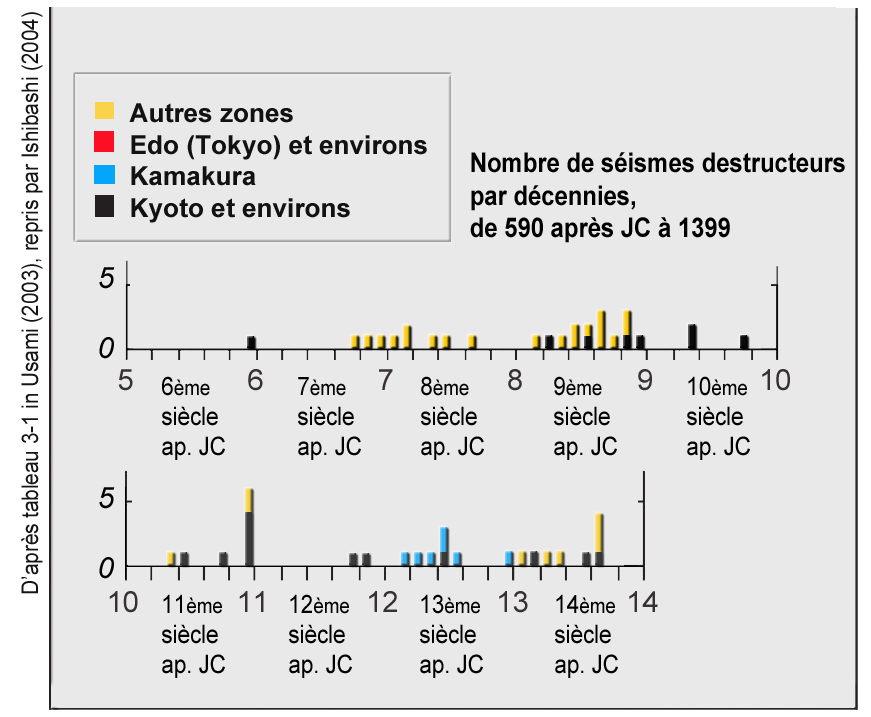
Nombre de tremblements de terre destructeurs par décennies, dans plusieurs parties du Japon du VIe siècle (année 590) à 1399, sur la base d'un tableau fait par Usami (2003), repris par Katsuhiko Ishibashi. Étant donné l'ancienneté des sources utilisées, il est probable qu'une légère sous-estimation des tremblements de terre éloignés des grandes villes entache ce graphique.

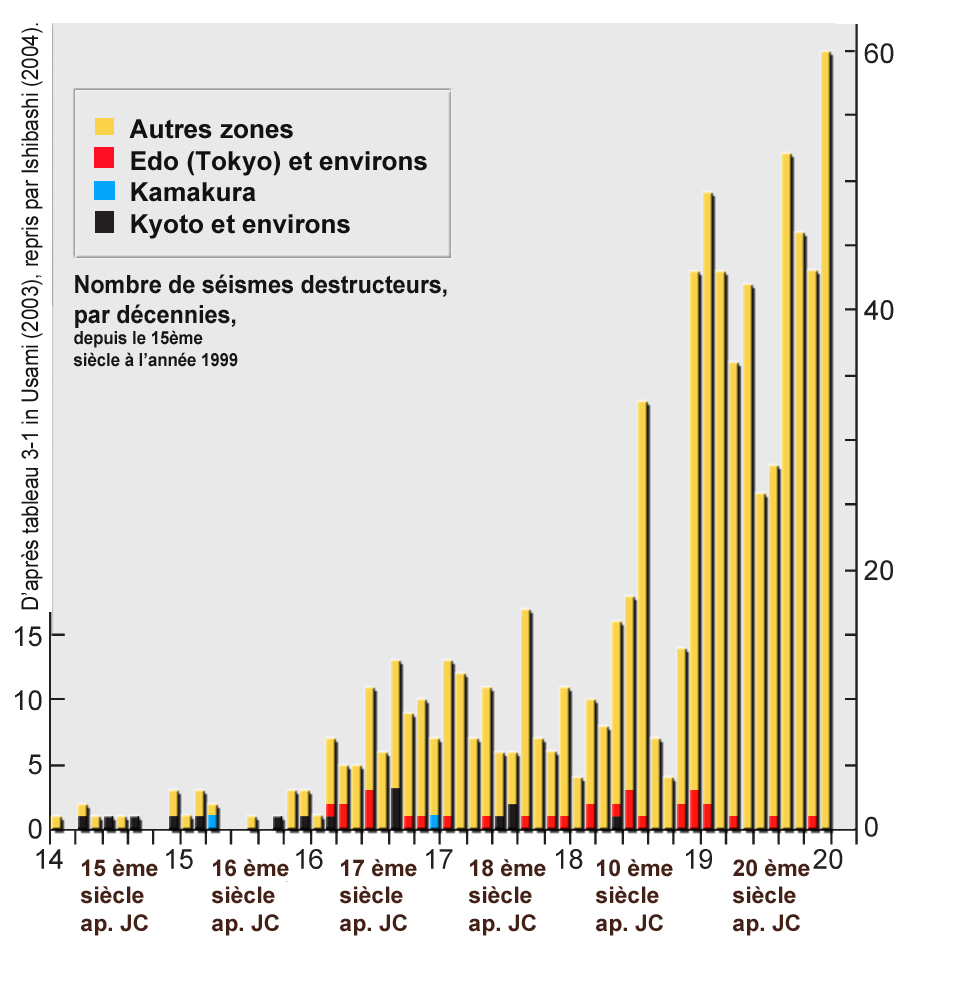
Nombre de tremblements de terre destructeurs par décennies, dans plusieurs parties du Japon du VIe siècle (année 1400) à 1999, sur la base d'un tableau fait par Usami (2003) et repris par K. Ishibashi. L'augmentation du nombre de tremblements de terre destructeurs a fait dire et écrire (en 1994) à K. Ishibashi que la Japon vit une « Ère de convulsion souterraine ».

Des milliers de secousses telluriques d’intensité variable (de 4 à 7,3 sur l’échelle de Richter) sont ressenties dans le Japon tout entier chaque année, la plupart ne provoquant pas ou peu de dégâts aux constructions humaines. Par ailleurs, les puissants et ravageurs tremblements du plancher sous-marin génèrent des raz-de-marée appelés tsunamis. Au total, environ 1/5e des séismes d'une magnitude égale ou supérieure à 6 recensés dans le monde surviennent au Japon. Entre 1900 et 2004, sur 796 tsunamis observés dans l'océan Pacifique, 17 % d'entre eux ont eu lieu près du Japon. En 2008, 245 foyers, soit 1 261 personnes ont été touchées par des tremblements de terre, 22 en sont décédées ou ont disparu. De 2003 à 2013, 18,5 % des séismes de magnitude 6 ou plus dans le monde ont eu lieu au Japon (326 sur 1 758).
Les récents séismes les plus meurtriers ayant touché le pays sont :
- 28 octobre 1891 : le tremblement de terre de Nobi ou de Mino-Owari, d'une magnitude estimée entre 7,5 et 8 sur l'échelle de Richter, qui fit 7 273 morts.
- 15 juin 1896 : le séisme de Meiji-Sanriku, d'une magnitude de 7,2, qui fit plus de 20 000 morts.
- 1er septembre 1923 : le séisme de Kantō, d'une magnitude de 7,9, qui fit plus de 100 000 morts et occasionna la destruction par un incendie de la plupart des maisons en bois.
- 7 mars 1927 : le séisme de Kita-Tango, d'une magnitude de 7,6, qui fit 4 025 morts, dont 1 100 causés par le tsunami ayant suivi.
- 2 mars 1933 : le séisme de Sanriku, d'une magnitude de 8,4, dont le tsunami qui suivit fit 3 000 morts.
- 10 septembre 1943 : le séisme de Tottori, d'une magnitude de 7,4, qui fit 1 083 morts.
- 7 décembre 1944 : le séisme de Tonankai, d'une magnitude de 8,1, qui fit 998 morts.
- 12 janvier 1945 : le séisme de Mikawa, d'une magnitude de 7,1, qui fit 1 961 morts.
- 20 décembre 1946 : le séisme de Nankaidō, d'une magnitude de 8,1, qui fit 2 000 morts.
- 28 juin 1948 : le séisme de Fukui, d'une magnitude de 7,3, qui fit 5 131 morts.
- 17 janvier 1995 : le séisme de Kōbe, d'une magnitude de 7,2, qui fit 6 437 morts et 43 792 blessés.
- 11 mars 2011 : le séisme de Tōhoku au large de Sendai, d'une magnitude de 9,0, qui fit plus de 18 000 morts et disparus.